# Viandar de la Vera
Viandar de la Vera – gmina w Hiszpanii, w prowincji Cáceres, w Estramadurze, o powierzchni 28 km². W 2011 roku gmina liczyła 268 mieszkańców.
W Viandar de la Vera urodził się hiszpański piłkarz i trener Ernesto Valverde.